# William Ross Ashby

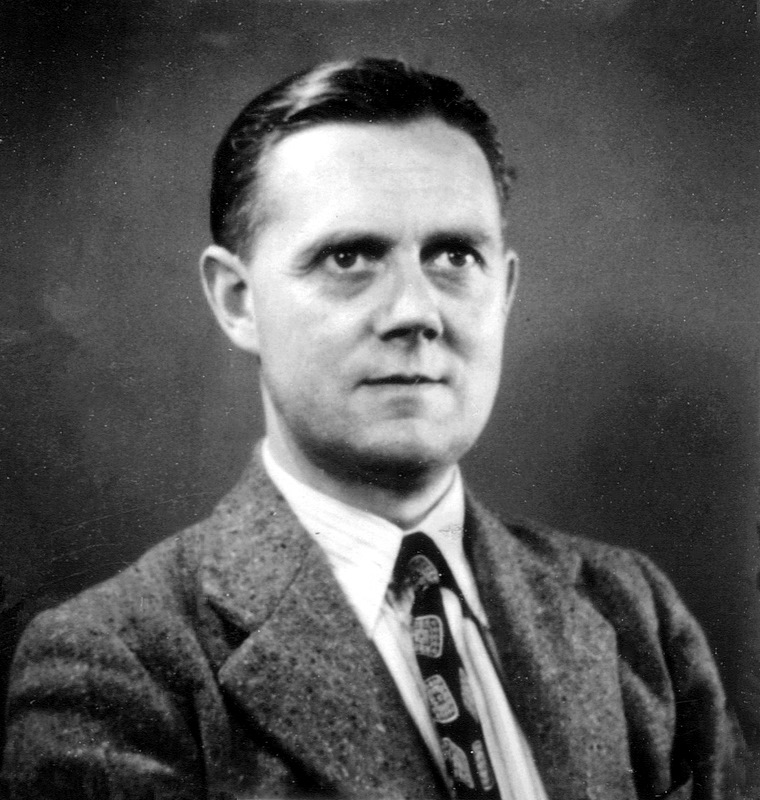
W. Ross Ashby (1948)

William Ross Ashby, bekend als W. Ross Asby, (Londen 6 september 1903 – 15 november 1972) was een Brits psychiater, neurowetenschapper, hoogleraar en systeemdenker. Hij begon zijn carrière als psychiater en later bestuurder in Northampton, Gloucester, en Bristol. In 1960 vertrok hij naar de Verenigde Staten waar hij nog tien jaar hoogleraar was aan de Universiteit van Illinois te Urbana-Champaign.
W. Ross Asby staat bekend als een van de pioniers op het gebied van de cybernetica en systeemtheorie. Zijn bekendste werken zijn "Design for a brain" uit 1952 en "An introduction to cybernetics" uit 1955, een eerste overzicht van het nieuwe vakgebied.

## Biografie

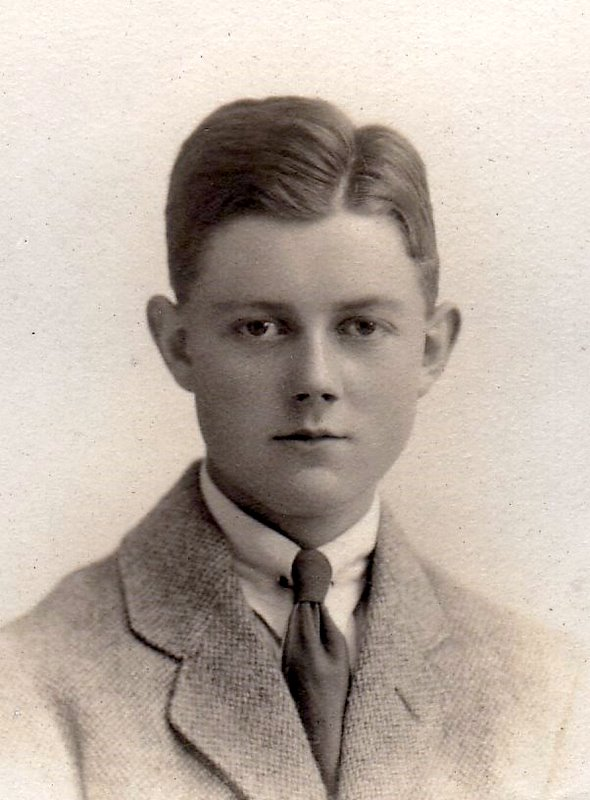
W. Ross Ashby, ca. 1924

### Jeugd, opleiding en eerste carrièrestappen
Ashby werd geboren in 1903 in Londen, waar zijn vader voor een reclamebureau werkte. Na middelbaar onderwijs op de Edinburgh Academy in Schotland, studeerde hij van 1921 tot 1924 zoölogie aan de Sidney Sussex College aan de Universiteit van Cambridge. 
Na het behalen van zijn bachelorgraad volgde Asby een medische opleiding aan het St. Ziekenhuis Bartholomew's in Londen. Uit eigen beweging verdiepte hij zich in hogere wiskunde, en begon zijn dagboek. Na afronding van deze studie behaalde hij nog een doctorsgraad in de klinische psychologie aan Cambridge.  
In 1930 begon Ashby zijn carrière als klinisch psychiater bij de London County Council. Van 1936 tot en met 1947 was hij werkzaam als patholoog, bacterioloog en biochemicus in het St Andrew's-ziekenhuis in Northampton. Hier begon hij zijn theoretische studie naar de organisatie van de hersenen, wat zou uitmonden in zijn eerste grote werk "Design for a Brain". In 1945 werd Ross opgeroepen voor militaire dienst, en diende als patholoog bij de Royal Army Medical Corps in India, alwaar hij werd bevorderd tot majoor. Het jaar erop werd hij om gezondheidsredenen teruggezonden naar Engeland, maar bleef in dienst. In deze tijd realiseerde hij het eerste prototype van zijn denkende machine, de Homeostat, waarmee hij volop in de publiciteit kwam. 

### Latere carrière
Van 1947 tot en met 1959 was Ashby directeur Onderzoek van het Barnwood House Hospital in Gloucester, en aansluitend een jaar directeur van het Burden Neurological Institute in Bristol. In 1952 was hij uitgenodigd deel te nemen aan de Macy-Conferentie in New York, waar de beginselen van cybernetica werden besproken met de voornaamste wetenschappers op dat gebied. 
In 1960 vertrok Ashby definitief naar de Verenigde Staten, waar hij tot zijn pensionering in 1970 hoogleraar was bij het Departement van Biofysica en Elektrotechniek van de Universiteit van Illinois te Urbana-Champaign.
Ashby was twee jaar voorzitter van de Society for General Systems Research in de jaren 1962-1964. Hij werd gekozen tot Fellow van de Royal College of Psychiatry in 1971. 

## Werk

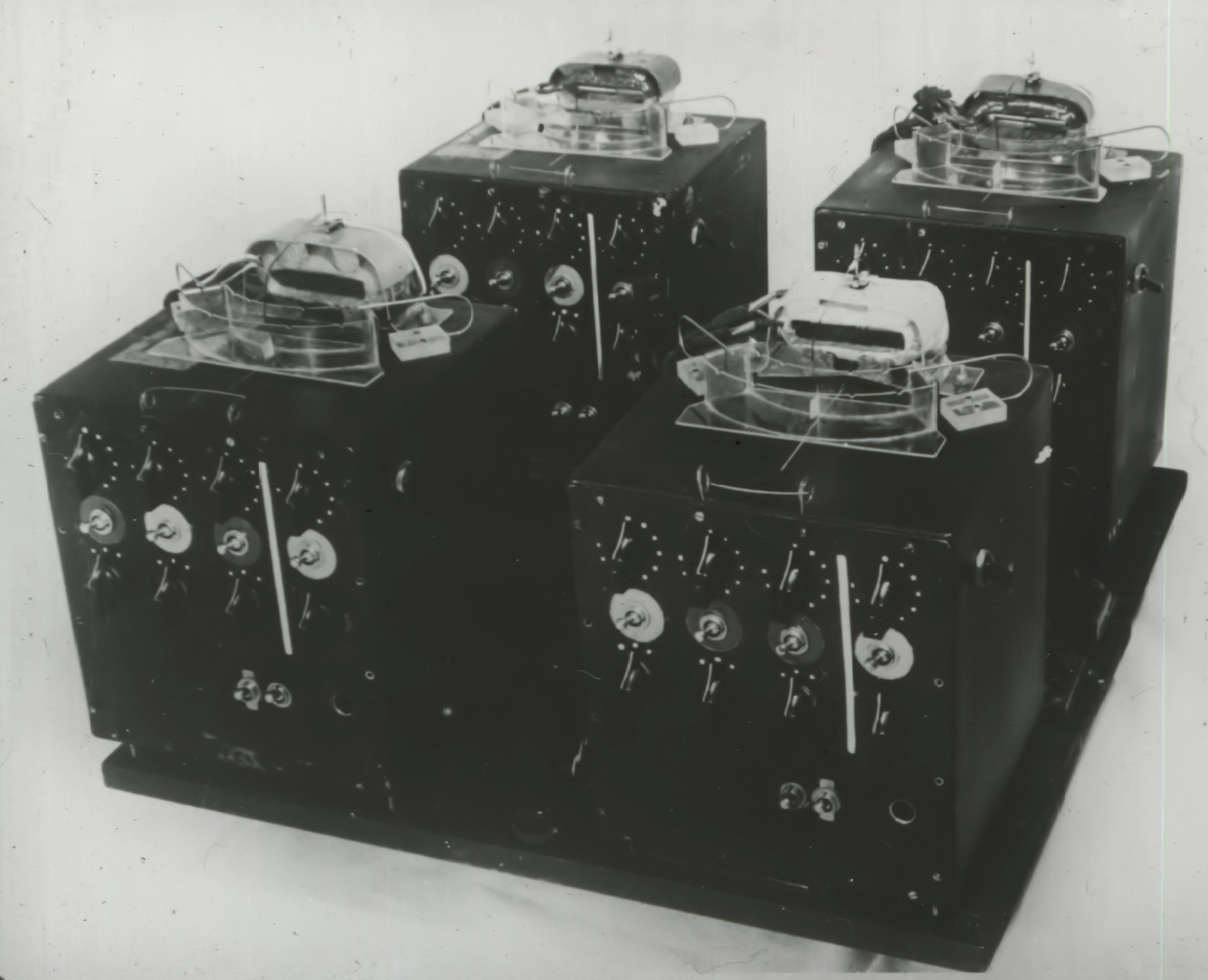
W. Ross Ashby's Homeostat apparaat uit 1948

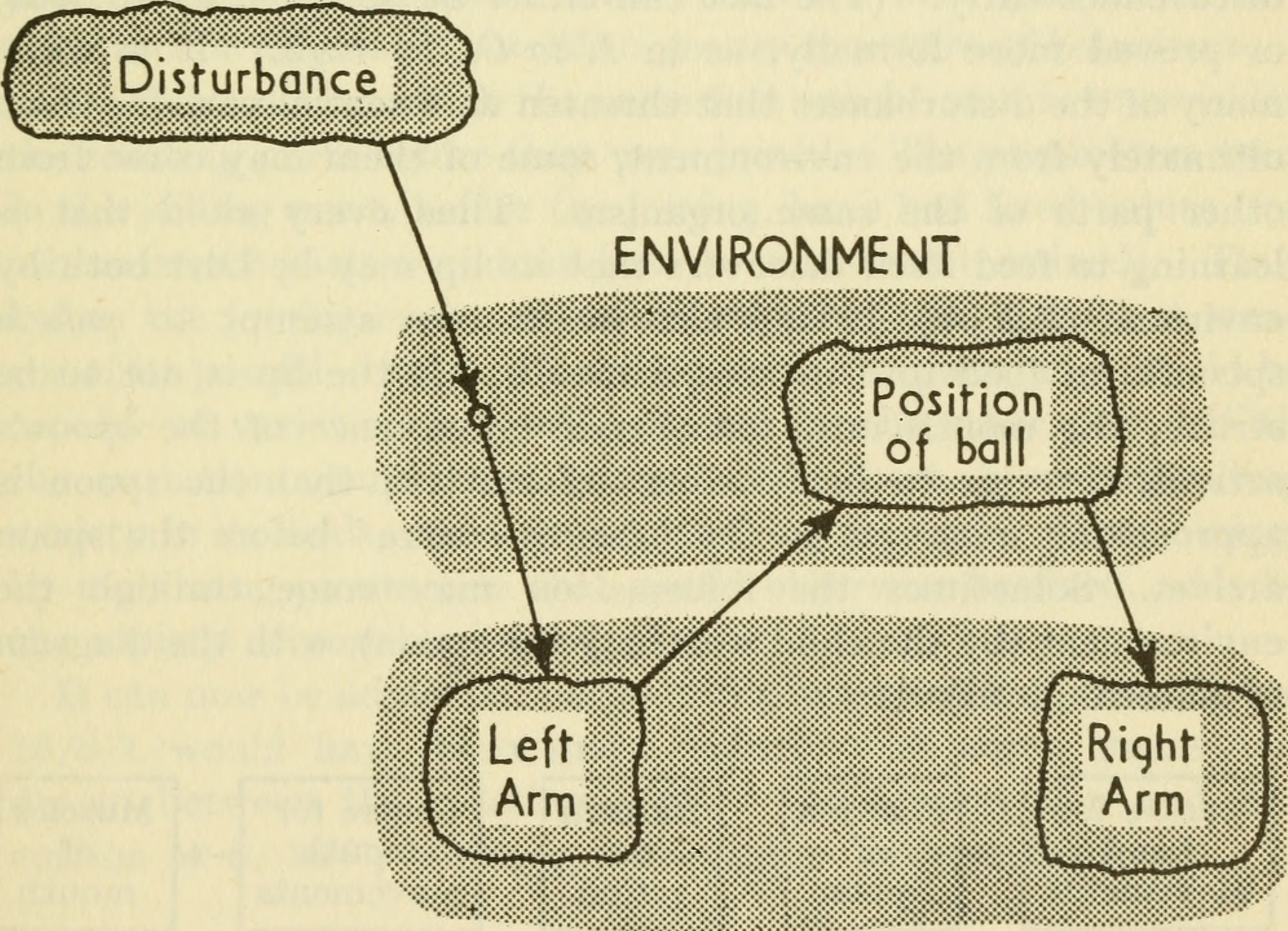
Schema uit Design for a brain (1960) omtrent de oorsprong van adaptief gedrag

Ashby was een van de grondleggers van zowel de cybernetica als de systeemtheorie, die met zijn vroege werken met name het vakgebied van de cybernetica heeft omlijnd. Hij ontwikkelde zelf fundamentele concepten als homeostase, dit zogenaamde "law of the requisite variety," het principe van zelforganisatie, en het principe van "regulatory models."
Ashby's werk heeft ook zijn invloed gehad op de meer recentelijke studie van complexe systemen. Volgens Asaro and Klir (2009) is hij zelf lang niet zo bekend als de wetenschappers wiens werk hij beïnvloedde, waaronder Herbert A. Simon, Norbert Wiener, Ludwig von Bertalanffy, Stafford Beer en Stuart Kauffman.

### Dagboek
Een van de opmerkelijke zaken van Ashby's werk, is dat hij 44 jaar lang een dagboek bij heeft gehouden, waarin hij zijn ideeën over nieuwe theorieën optekende. Hij was daarmee begonnen in mei 1928, in de tijd dat hij als geneeskunde student werkte bij het Ziekenhuis St. Bartholomew's in Londen. 
In de loop der jaren schreef hij een reeks van 25 volumes met in totaal 7.400 pagina's. In 2003 werden deze serie geschonken aan de British Library in Londen, die deze sinds 2008 online aanbiedt als het W. Ross Ashby Digitaal Archief.

### Homeostat / Design for a brain
In de jaren 1930 begon Ashby zijn theoretische studie naar de organisatie van de hersenen, en ontwikkelde zich daarbij tot een van de toonaangevende wetenschappers op dit gebied. 

### Cybernetica
In 1948 publiceerde Norbert Wiener zijn boek Cybernetics. Het boek gaat vooral over homeostatische processen in levende organismen in plaats van processen in een technische of elektronische context.
In 1949 was Ross Ashby was een van de oorspronkelijke leden van de Ratio Club, een informeel groep van jonge psychologen, fysiologen, wiskundigen en ingenieurs, waarin ideeën over cybernetica werd gesproken. De club werd in 1949 opgericht door de neuroloog John Bates (1918-1993) en hield stand tot 1958.

### Variety
In An Introduction to Cybernetica uit 1955 formuleerde Ashby zijn "Law of Requisite Variety" (letterlijk vertaald, de Wet van Vereiste Verscheidenheid) over het totaal aantal verschillende stadia, waarin een systeem kan verkeren. Deze wet kan bijvoorbeeld worden toegepast om het aantal bits te bepalen, die een digitale computer nodig heeft om een beschrijving van een model te realiseren.
In navolging ontwikkelde Conant (1970) zijn zogenaamde "Good Regulator" stelling, waarin staat dat "elke goede regulator van een systeem een model van dat systeem dient te zijn".
Stafford Beer paste die idee van Variety toe is zijn management cybernetica en werkte dit verder uit in het "Viable System Model". Onafhankelijk van Ashby ontwikkelde Gregory Chaitin vergelijkbare inzichten, die hij uitwerkte in de algoritmische informatietheorie.

## Waardering
Ter ere van zijn honderdste geboortedag organiseerde de Universiteit van Illinois in Urbana-Champaign in 2004 een conferentie over zijn leven en werk. Tijdens de conferentie hebben wetenschapper als Stuart Kauffman, Stephen Wolfram en George Klir specifieke verworvenheden van zijn werk nadere toegelicht.
In 2009 was een uitgave van het International Journal of General Systems speciaal gewijd aan Ashby en zijn werk met bijdragen van Klaus Krippendorff, Stuart Umpleby en Kevin Warwick.

## Publicaties
- 1952. Design for a brain.
- 1955. An introduction to cybernetics.
- 1962. Principles of the self-organizing system.

Artikelen, een selectie:
- Ashby, W. Ross. "Requisite variety and its implications for the control of complex systems." Cybernetica 1.2 (1958): 83-99.
- Ashby, W. Ross. "General systems theory as a new discipline." General Systems 3.1 (1958).
- Ashby, W. Ross. "Principles of the self-organizing system." Principles of Self-organization (1962): 255-278.
- R.C. Conant, W. Ross Ashby "Every good regulator of a system must be a model of that system" in: International journal of systems, 1970
- M.R. Gardner, W.R. Ashby "Connectance of large dynamic (cybernetic) systems: critical values for stability" in Nature, 1970